# Demokrati (hrvatska politička stranka)
Demokrati hrvatska je progresivna politička stranka lijevog centra. Trenutni predsjednik stranke je Ivan Lukež, a osnovana je 20. listopada 2018. godine. Službeno je upisana u registar političkih stranaka Ministarstva uprave Republike Hrvatske 27. studenog 2018. godine.
Prema navodima stranke, njihova programska osnova je "dugoročan, stabilan, održivi razvoj Hrvatske".
Stranka je bila dio Amsterdamske koalicije, koalicije sedam hrvatskih liberalnih političkih stranaka.
Na izborima za Hrvatski sabor 2020. godine stranka Demokrati u koaliciji s Hrvatskim Laburistima je prvi put izašla na parlamentarne izbore.
Početkom 2022. godine, točnije 1. 1. 2022. Mirando Mrsić podnosi neopozivu ostavku na mjesto predsjednika Demokrata. Na čelu stranke je bio 3 godine.

## Politička stajališta
Mrsić je na osnivačkoj konvenciji stranke rekao da će se ona "zalagati za Hrvatsku u kojoj je svatko plaćen za svoj rad i od njega može živjeti, ima dostojnu mirovinu, kvalitetnu i jednako dostupnu zdravstvenu zaštitu, jednaku mogućnost za obrazovanje i siguran život u čistom i zdravom okruženju."
Stranka podržava:
- konkurentnu digitalnu ekonomiju,
- decentralizaciju,
- povećanje plaća i mirovina,
- lakši pristup modernim tehnologijama i brzom Internetu,
- društvenu pravednost i građanska prava,
- prava LGBT osoba,
- zaštitu okoliša,
- jednake mogućnosti u obrazovanju i zaposlenju, itd.

## Vanjske poveznice
- Službena stranica